# They're All After Flo
They're All After Flo è un cortometraggio muto del 1915 diretto da Frank Wilson.

## Trama
Rivali in amore, due tipi si prendono a pugni per conquistarsi la ragazza.

## Produzione
Il film fu prodotto dalla Hepworth.

## Distribuzione
Distribuito dalla Hepworth, il film - un cortometraggio di una bobina - uscì nelle sale cinematografiche britanniche nel marzo 1915. Nel giugno dello stesso anno venne distribuito anche negli Stati Uniti con il titolo They're After Flo.
Fu distrutto nel 1924 dallo stesso produttore, Cecil M. Hepworth. Fallito, in gravissime difficoltà finanziarie, Hepworth pensò in questo modo di poter almeno recuperare il nitrato d'argento della pellicola.